# Arlanza (Bembibre)
Arlanza es una pedanía perteneciente al municipio de Bembibre, situada en la comarca de El Bierzo, en la zona geográfica o demarcación conocida como Bierzo Alto.

## Situación
Arlanza está situada en la carretera Bembibre–Noceda, carretera de la Diputación CV-127-7, a 6,9 km de Bembibre, entre las poblaciones de Viñales y Labaniego, en el itinerario conocido como la Ruta de Noceda.
Se encuentra en una zona de media ladera, en las proximidades del río Noceda, a 720 metros de altitud sobre el nivel del mar.

## Historia
Se considera una población relacionada con el agua o los manantiales, según la etimología de su nombre de raíz «Ar», relacionada con los cursos fluviales, con la corriente fluvial que la recorre de un extremo al otro, al que en otro tiempo dio nombre y que ya se registra en los archivos en el año 1011.
Una huella que se plasma en los yacimientos arqueológicos de «El Teso el Pajarín», «Detrás del Castro» y otros varios, actualmente ocultos y difusos entre la vegetación, especulándose con la existencia en Arlanza de un templo romano con una deidad de origen astur, como era el Dios Cossue, pudiendo fecharse en el s. II d. C., del que se ha rescatado algún elemento, como un ara anepígrafe, con una inscripción en piedra que muestra en el lateral izquierdo un rostro humano:'Deo Domino Cossue Segidiaeco'. Teniendo en cuenta las aportaciones de González Bellido, Segidiaco era un topónimo donde se hallaba el altar dedicado a Cossue, por lo que quizás el emplazamiento de la propia Arlanza o bien alguno de los yacimientos cercanos como el del "Teso el Pajarín" debió llamarse "Segius". Cossue fue una deidad seguida en muchos puntos del área berciana.
Se informa, así mismo, y en el proceso evolutivo histórico, de la existencia de una necrópolis de la Edad Media en el paraje «El Campanario». Lo que muestra las características de un asentamiento más o menos estable durante esos siglos.

## Demografía
Según el diccionario Geográfico-Estadístico de España y Portugal de 1829, Arlanza jurisdicción de Bembibre tenía 87 habitantes. En 1858, según el nomenclátor de los pueblos de España, eran 143 los habitantes de Arlanza, lo que muestra un crecimiento demográfico en el margen de tres décadas, muy probablemente asociado éste a la minería del carbón. Desde finales del XIX la población de Arlanza, al abrigo de la minería y otros empleos complementarios a ésta, como talleres de herrería para la fabricación o reparación de herramientas de las minas, fue en aumento, desconociéndose cifras exactas de población. La población de Arlanza se mantiene en una media de unos 55 habitantes, habiendo desde 2018 un nuevo repunte hasta los 65 habitantes actuales.[cita requerida]
| Gráfica de evolución demográfica de Arlanza (Bembibre) entre 2000 y 2023                     |
|                                                                                              |
| Población total según censo de población del Padrón Continuo por Unidad Poblacional del INE. |

## Gobierno local
La Junta Vecinal es la que rige los intereses de Arlanza, siendo representada por su Alcalde Pedáneo, persona que es elegida por sus convecinos cada cuatro años, según las correspondientes convocatorias a elecciones locales y municipales que tienen lugar en el Reino de España.
Esta estructura es la heredera del Concejo abierto, sistema asambleario (la asamblea de vecinos) que hace las veces de pleno del ayuntamiento, resultando el órgano de gobierno de los intereses comunales y, por ende, de los que afectan al vecindario.
| Elecciones locales – 2019            | Elecciones locales – 2019            | Elecciones locales – 2019            | Elecciones locales – 2019 | Elecciones locales – 2019 | Elecciones locales – 2019 |
| N.º electores                        | N.º votantes                         | N.º votos: Candidaturas              | En blanco                 | Válidos                   | Nulos                     |
| ------------------------------------ | ------------------------------------ | ------------------------------------ | ------------------------- | ------------------------- | ------------------------- |
| 56                                   | 50                                   | 49                                   | 0                         | 49                        | 1                         |
| Candidatura                          | Candidatura                          | Candidatura                          | Votos                     | Votos                     | Concejales                |
| SALVADOR VÁZQUEZ FERNÁNDEZ (PSOE)    | SALVADOR VÁZQUEZ FERNÁNDEZ (PSOE)    | SALVADOR VÁZQUEZ FERNÁNDEZ (PSOE)    | 35                        | 35                        | 1                         |
| MIGUEL ÁNGEL OTERO ARIAS (C. BIERZO) | MIGUEL ÁNGEL OTERO ARIAS (C. BIERZO) | MIGUEL ÁNGEL OTERO ARIAS (C. BIERZO) | 9                         | 9                         | 1                         |
| ALEJANDRA COBOS MORAL (Cs)           | ALEJANDRA COBOS MORAL (Cs)           | ALEJANDRA COBOS MORAL (Cs)           | 5                         | 5                         | ---                       |

## Lugares de interés y la ruta jacobea

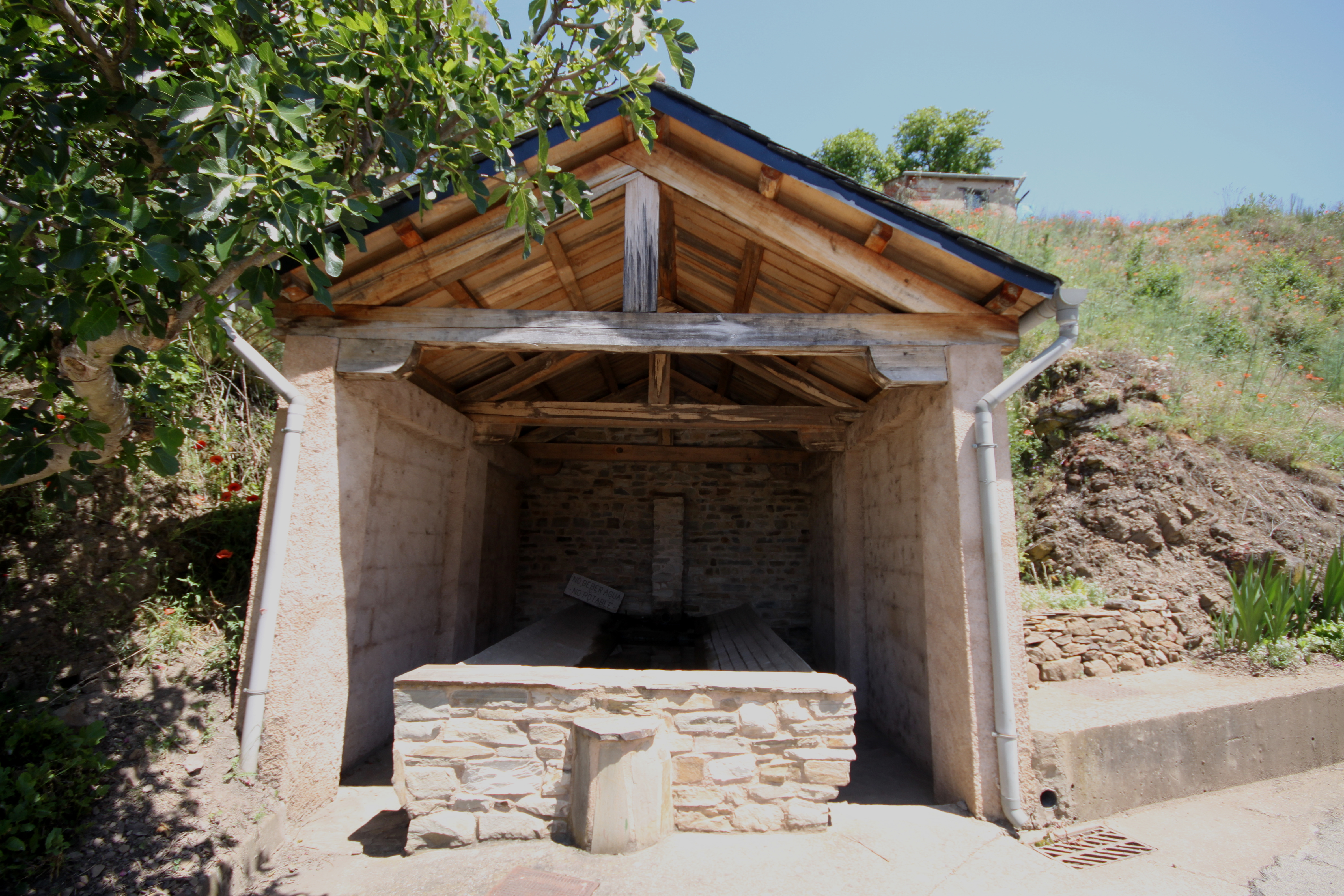
Arlanza - Fuente y lavadero

La arquitectura rural, con  casas tradicionales de planta y piso, construidas con materiales  del  entorno, conforman un conjunto singular, con algunas edificaciones que aprovechan el suelo rocoso como cimiento; unas construcciones que conviven con otras de carácter agropecuario e industrial, como hornos de adobe y de mampostería, lagares y bodegas, cuadras, pajares y varios molinos, alguno de ellos restaurados recientemente, destacando, en esta muestra de las artes tradicionales, la fuente con su lavadero y el potro de herrar.[cita requerida]
Al igual que otras construcciones en localidades próximas, algunas de estas antiguas viviendas y pajares han sido remozadas, acondicionadas y destinadas al sector de la hostelería, específicamente al turismo rural. Además del mencionado lavadero del siglo XIX y el potro de herrar del siglo XVIII, merece la pena la visita a la mina, una de las cuales se encuentra acondicionada para el turismo, y es visitable durante los fines de semana y los meses de verano. Así, se encuentra en fase de proyecto la construcción del museo de la minería de Arlanza, como complemento a la visita a la mina citada, un museo que se situará en el entorno de la localidad.[cita requerida]

## Patrimonio

### Rutas jacobeas
Arlanza forma parte del "Camino Olvidado", ruta jacobea que, procedente de Labaniego, atraviesa Arlanza y continúa hacia la pedanía de Rodanillo en su tránsito hacia Santiago de Compostela.

### Festividades  y conmemoraciones
Los patrones de Arlanza son San Antonio Abad y Ntra. Sra. de la Asunción.
- San Antonio Abad: 17 de enero
- Corpus Christi
- Ntra. Sra. de la Asunción: 15 de agosto